# Meole Brace
Meole Brace – dzielnica miasta Shrewsbury w Anglii, w hrabstwie Shropshire, w dystrykcie (unitary authority) Shropshire. Leży 2 km od centrum miasta Shrewsbury. W 1931 roku civil parish liczyła 2253 mieszkańców. Meole Brace jest wspomniana w Domesday Book (1086) jako Melam/Mela.